# Extension des scalaires
L’extension des scalaires est une opération de théorie des modules qui permet de changer l'anneau de base au moyen d'un morphisme d'anneaux et d'un produit tensoriel. L'opération adjointe est appelée restriction des scalaires (en).
Intuitivement, le sens de cette opération est d'autoriser davantage de multiplications scalaires, par exemple en remplaçant les nombres réels par les nombres complexes (complexification (en)) dans un problème.

## Construction
Soient A et B deux anneaux commutatifs non nuls, {\displaystyle f:A\to B} un homomorphisme d'anneaux et soit M un A-module. Alors B est naturellement muni d'une structure de A-module, et par conséquent {\displaystyle M\otimes _{A}B} est également muni d'une structure de A-module.
En outre, {\displaystyle M\otimes _{A}B} peut être muni d'une structure de B-module par l'application
{\displaystyle {\begin{aligned}B\times \left(M\otimes _{A}B\right)&\to M\otimes _{A}B\\(b,x\otimes b')&\mapsto (x\otimes bb')\end{aligned}}}.
On dit que {\displaystyle M\otimes _{A}B} est une extension des scalaires. 
Cette construction est en un sens « minimale », en ce qu'elle préserve l'essentiel des propriétés du module d'origine. Par exemple, si M est un A-module de type fini, alors {\displaystyle M\otimes _{A}B} est un B-module de type fini.

## Propriété universelle
L'extension des scalaires vérifie une propriété universelle que l'on peut formuler ainsi : si M est un A-module et si N est un B-module, on a l'isomorphisme
{\displaystyle \mathrm {Hom} _{A}(M,N)\simeq \mathrm {Hom} _{B}(M\otimes _{A}B,N)}
donné par l'application {\displaystyle \alpha :f\mapsto {\tilde {f}}} avec {\displaystyle {\tilde {f}}:(m\otimes b)\mapsto bf(m)}.
Ce point de vue permet de réaliser que l'extension des scalaires est adjointe à gauche à la restriction des scalaires (en). L'adjoint à droite de l'extension des scalaires (adjoint au foncteur d'oubli) est parfois appelé coextension des scalaires.

## Dualité d'Isbell
La dualité d'Isbell (en) permet d'interpréter l'extension des scalaires en termes géométriques. 
En effet, tout homomorphisme d'anneaux {\displaystyle f:A\to B} équivaut
à un morphisme de schémas affines :
{\displaystyle \mathrm {Spec} \,f:\mathrm {Spec} \,B\to \mathrm {Spec} \,A}
En effet, la catégorie des schémas affines est mise en correspondance par le foncteur Spec avec la catégorie opposée de la catégorie des anneaux. La donnée d'un A-module M correspond alors à une collection de sections d'un fibré vectoriel sur {\displaystyle \mathrm {Spec} \,A} et l'extension des scalaires correspond au produit fibré le long de {\displaystyle \mathrm {Spec} \,f}.